# Wenceslao Varela
Wenceslao Varela Corujo (San José de Mayo, 25 de mayo de 1908 – 25 de enero de 1997) fue un poeta y narrador gauchesco uruguayo.

## Biografía

### Primeros años
Nació el 25 de mayo de 1908 en el departamento de San José, en una finca ubicada sobre la margen izquierda del Río San José. Desde pequeño trabajó en estancias desempeñándose en distintas labores del medio rural, donde fue adquiriendo de primera mano las costumbres de su gente. Su único vínculo con la educación formal fue la asistencia por espacio de seis meses a una escuela rural cuando tenía nueve años. Las continuas inasistencias debido a sus condiciones de vida y la pobreza de sus padres le impidieron tener un contacto asiduo con el aula escolar. Esto marcó que parte de su aprendizaje lo desarrollara en forma autodidacta. A los 15 años ya se desempeñaba como peón de tropa, y a los 18 le eran confiadas por parte de estancias tropillas enteras para que domara.

### Comienzos literarios
Varela describe en una publicación argentina de 1980 sus primeros pasos como poeta:

Mis primeros versos nacieron borroneados sobre las caronas. Así no más, a golpes de corazón, sin tiempo para correcciones ni artificios. En un pastoreo de tropas cerca del Colorado o del Mataojo, escuché mis versos en otros labios, los oí en otras bocas. Como no los había firmado, tampoco podía decir que eras míos.
Revista «Rincón del payador», n. 4. septiembre 1980. Argentina.

## Obra

### Poesía
- El nativo (1930)
- Candiles: versos crioyos (1943)
- Vinchas (1.ª edición. 1946)
- Vinchas: poemas del terruño (Editorial Cumbre. 2.ª edición corregida y ampliada. 1956)
- D'entre caronas: versos gauchescos y nativistas (Editorial Cumbre. 1963)
- Candiles: versos gauchescos (Editorial Cumbre. 5.ª edición)
- De mis yuyos (Editorial Ibana. 1968)
- Trote chasquero (1968)
- Diez años sobre el recao (Ediciones Vanguardia. 1978)
- Frontera norte (1984)
- De cuero crudo: versos gauchos (Editorial Cisplatina de Chile. 2.ª edición. s/f.)
- Dos poetas orientales: versos camperos por Wenceslao Varela y Osiris Rodríguez Castillos (s/f)
- Boleadoras de piedra (1989)

### Narrativa
- Nazarenas de hierro. Cuentos criollos (1974)
- Albardones (2.ª edición corregida y aumentada. 1996)